# Medasina plagiaria
Medasina plagiaria là một loài bướm đêm trong họ Geometridae.